# Eduard von Baumhauer
Eduard Mari von Baumhauer (Rotterdam, 30 mei 1920 - Noordzee, 27 februari 1941) was een Nederlands verzetsstrijder en Engelandvaarder.
Eduard von Baumhauer was de oudste zoon van de Nederlandse luchtvaartpionier Albert Gillis von Baumhauer en Hildegonda Johanna Gratama. Hij ging in Amsterdam naar het Barlaeus Gymnasium en in 1939 begon hij aan de studie natuurkunde aan de Technische Hogeschool Delft.
Al snel na het begin van het Duitse bezetting ging hij in het verzet: hij hield zich bezig met het roven van pistolen van Duitse militairen en het in brand steken van olieopslagplaatsen. Onder anderen Willem Pahud de Mortanges behoorde tot zijn Delftse vriendengroep. Samen met Arnold Cohen bouwde hij een kano om tot motorboot om te trachten Engeland te bereiken.
Op 25 februari 1941 vertrokken ze, maar al snel stak er op de Noordzee een storm op, waardoor ze beiden verdronken. Het lichaam van Cohen werd nooit gevonden, dat van Von Baumhauer spoelde op 17 juni 1941 aan op Texel.
Von Baumhauer is postuum onderscheiden met het verzetsherdenkingskruis.